# Мітчелл (Індіана)
Мітчелл (англ. Mitchell) — місто (англ. city) в США, в окрузі Лоуренс штату Індіана. Населення — 3933 особи (2020).

## Географія
Мітчелл розташований за координатами 38°44′10″ пн. ш. 86°28′27″ зх. д. / 38.73611° пн. ш. 86.47417° зх. д. (38.736046, -86.474163).  За даними Бюро перепису населення США в 2010 році місто мало площу 8,50 км², з яких 8,48 км² — суходіл та 0,01 км² — водойми.

## Демографія
Згідно з переписом 2010 року, у місті мешкало 4350 осіб у 1786 домогосподарствах у складі 1145 родин. Густота населення становила 512 особи/км².  Було 2014 помешкання (237/км²).
Расовий склад населення:
| - 97,6 % — білих - 0,4 % — чорних або афроамериканців - 0,3 % — азіатів - 0,2 % — корінних американців - 0,1 % — вихідців з тихоокеанських островів |

До двох чи більше рас належало 0,8 %. Частка іспаномовних становила 1,4 % від усіх жителів.
За віковим діапазоном населення розподілялося таким чином: 24,9 % — особи молодші 18 років, 58,0 % — особи у віці 18—64 років, 17,1 % — особи у віці 65 років та старші. Медіана віку мешканця становила 39,2 року. На 100 осіб жіночої статі у місті припадало 86,9 чоловіків;  на 100 жінок у віці від 18 років та старших — 83,0 чоловіків також старших 18 років.
Середній дохід на одне домашнє господарство  становив 44 365 доларів США (медіана — 34 576), а середній дохід на одну сім'ю — 55 291 долар (медіана — 47 849). Медіана доходів становила 42 132 долари для чоловіків та 31 280 доларів для жінок. За межею бідності перебувало 14,7 % осіб, у тому числі 14,2 % дітей у віці до 18 років та 5,6 % осіб у віці 65 років та старших.
Цивільне працевлаштоване населення становило 1854 особи. Основні галузі зайнятості: виробництво — 22,1 %, роздрібна торгівля — 15,9 %, освіта, охорона здоров'я та соціальна допомога — 12,9 %, мистецтво, розваги та відпочинок — 10,8 %.